# Arithmometer

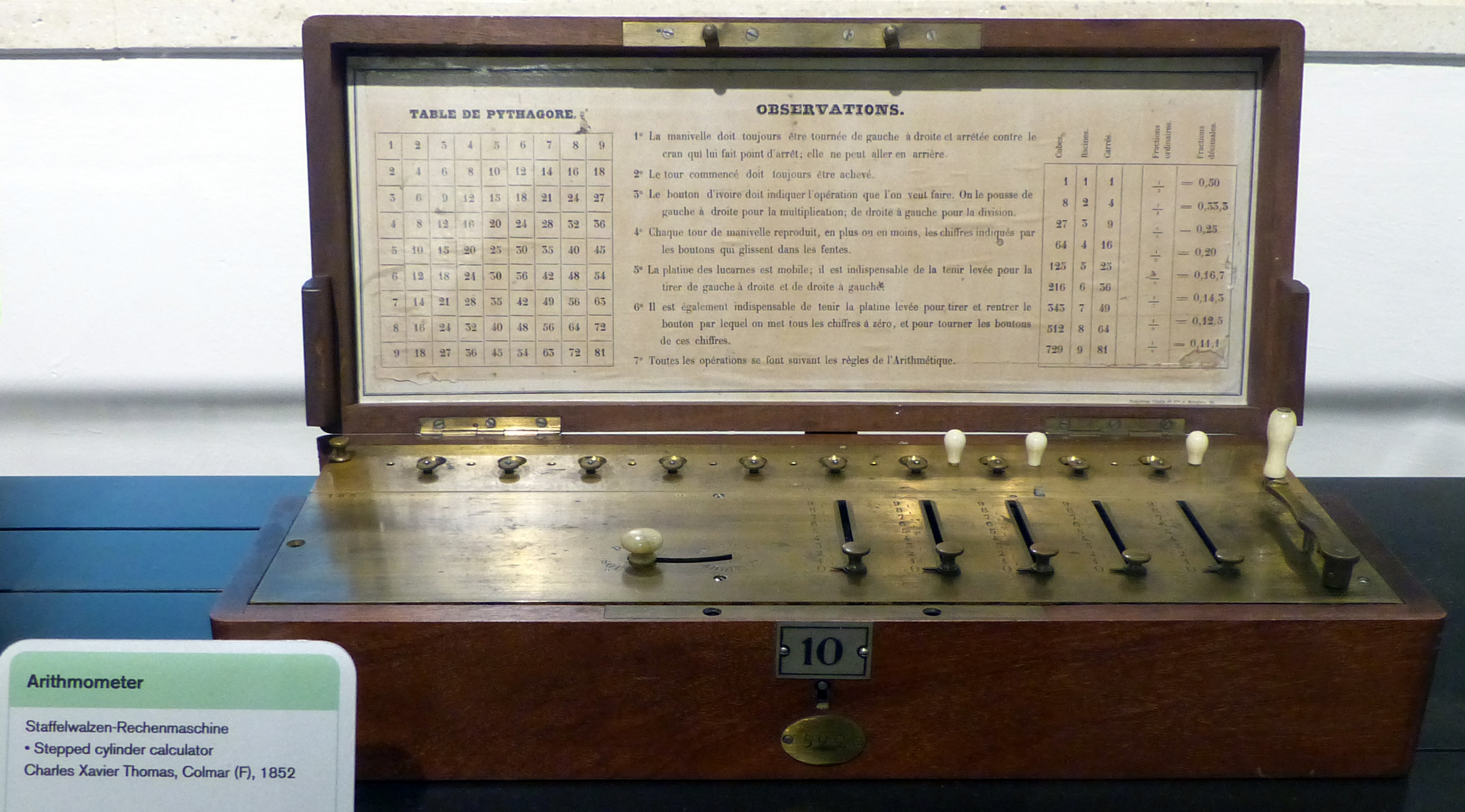
Arithmometer von Charles Xavier Thomas, Colmar, 1852

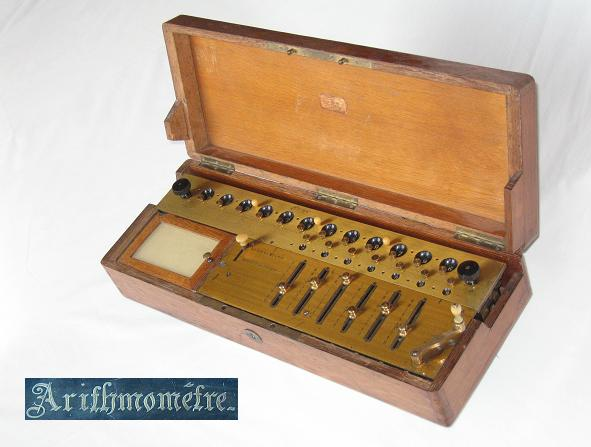
Arithmometer von 1887

Ein Arithmometer ist eine mechanische Rechenmaschine, auf die der Franzose Charles Xavier Thomas de Colmar (1785–1870) im Jahre 1820 ein Patent erhielt. Der Arithmometer basiert auf dem Prinzip der Leibniz-Maschine. Mechanische Rechenmaschinen waren bis Ende der 1970er Jahre im Gebrauch.
Ein weiterer Hersteller von Arithmometern war Willgodt Theophil Odhner.
In Glashütte in Sachsen produzierte die Firma Arthur Burkhardt  & Cie ab den 1870er Jahren die erste deutsche Rechenmaschine, den Burckhardt Arithmometer, in Serie.